# Stauplan
Ein Stauplan wird zur fachgerechten Beladung eines Schiffes erstellt und dient den Stauereien zur Planung beim Laden und Löschen der Schiffe. 

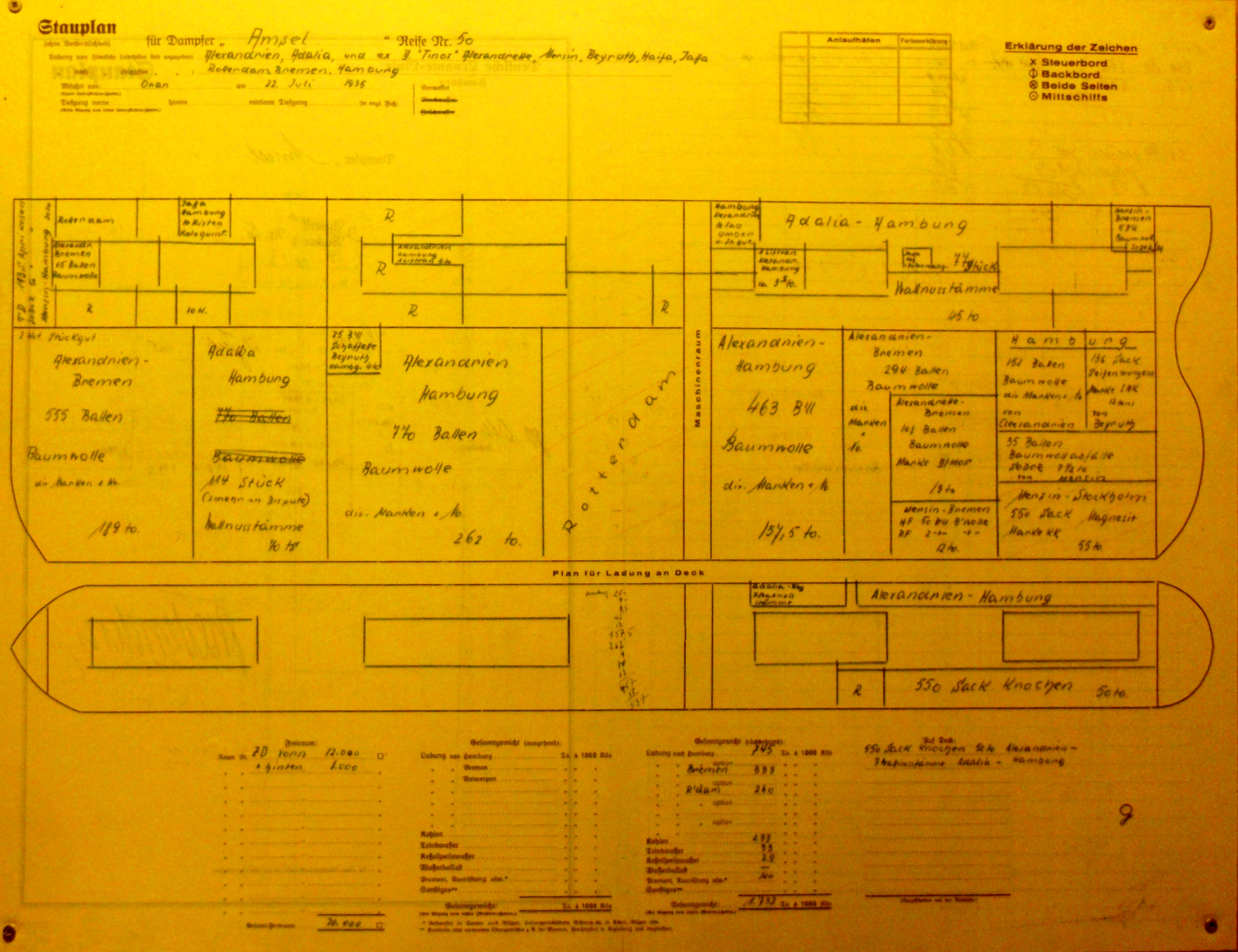
Stauplan für den Dampfer Amsel

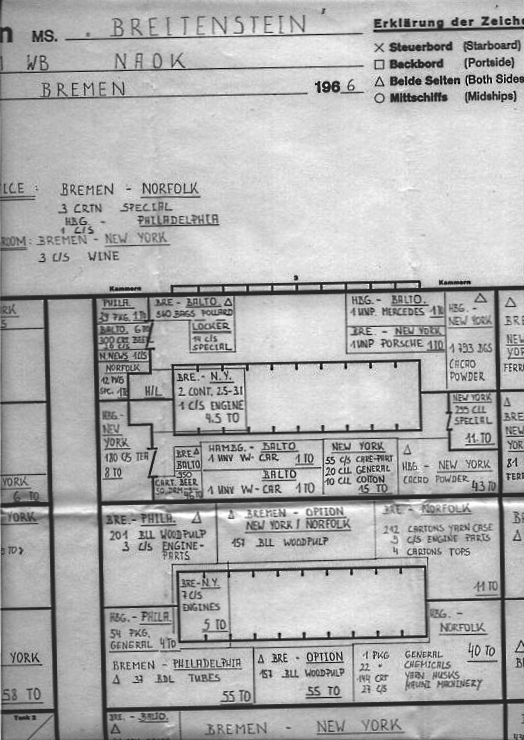
Stauplan MS Breitenstein (NDL) Nordamerika Ostküste (NAOK) wb Luke 3, Zwischendeck 1 und 2 - 1966

Beim Laden von Seegütern in den Schiffsladeraum eines Frachters spricht der Fachmann vom Verstauen oder Stauen der Güter auf einem Schiff. Diese Arbeiten werden von Hafenarbeitern durchgeführt, die bei einer Stauerei, ein Unternehmen zum Be- und Entladen von Schiffen, angestellt sind. Damit diese Güter in den verschiedenen Luken auch in der Reihenfolge der Häfen gelöscht werden können, wird der Stauplan vom Ladungsoffizier erstellt. Dabei sind die Gewichte und Schwerpunkte der Ladung zu berücksichtigen, damit die Tragfähigkeit nicht überschritten wird. Noch wichtiger ist die Einhaltung der Schiffsstabilität. Entscheidend für einen guten Stauplan ist eine gute Raumausnutzung und möglichst keine Umstauung, d. h. Ladung zur Seite räumen, die erst in einem anderen Hafen gelöscht wird. Diese traditionelle Stückgutfahrt erfolgt nur noch in wenigen Fahrtgebieten. 
Heute werden die in der Linienfahrt beförderten Stückgüter vorwiegend in Containern gestaut, nur zu große und sperrige nicht containerisierbare Stückgüter werden in den containerisierten Fahrtgebieten an Deck oder Spezialpaletten im Laderaum gestaut. Das Laden und Löschen von Containerschiffen erfolgt ebenfalls nach Stauplänen, sie werden in der Regel von den Stauereien bzw. Containerumschlagsgesellschaften erstellt und den Schiffen zum nächsten Hafen vorausgeschickt. Mit Hilfe des Stauplanes wird die Gewichts- und Stabilitätsrechnung durchgeführt, Containerschiffe müssen aufgrund mangelnder Stabilität sehr häufig Ballastwasser aufnehmen.